# Abderrahime Bouramdane

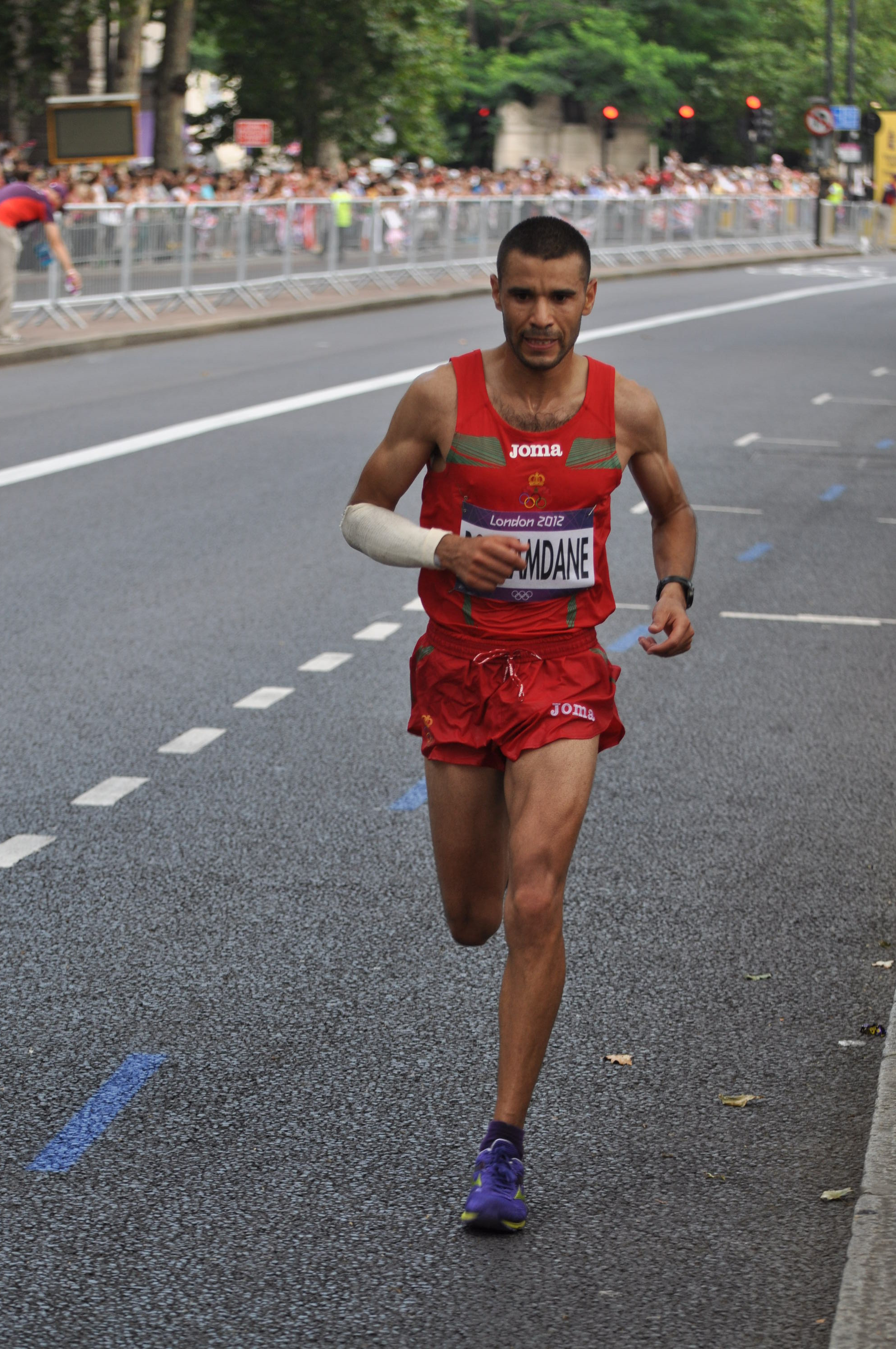
Abderrahime Bouramdane bei den Olympischen Spielen 2012

Abderrahime Bouramdane (* 23. Juni 1978 in Aïn Kansara) ist ein marokkanischer Marathonläufer.

## Werdegang
Inspiriert durch seinen Landsmann Rhadi Ben Abdesselam, der bei den Olympischen Spielen 1960 die Silbermedaille im Marathonlauf gewann, begann Bouramdane 1995 mit dem Laufen.
Er gewann 2004 den Tunis-Marathon und 2005 den Marrakesch-Marathon. 2006 siegte er beim Ottawa-Marathon auf kuriose Weise. Eine 14 Athleten umfassende Spitzengruppe wurde fehlgeleitet und kürzte so die Strecke versehentlich um 400 Meter ab. Bouramdane kam als erster Läufer, der die korrekte Strecke gelaufen war, in 2:12:17 h im Ziel an und wurde nachträglich zum Sieger erklärt. Die vor ihm liegenden Läufer wurden nicht in die offizielle Wertung aufgenommen. Im selben Jahr wurde Bouramdane beim Toronto Waterfront Marathon Zweiter in 2:10:40 h.
Seine persönliche Bestzeit von 2:08:20 h stellte er im November 2007 als Zweiter beim JoongAng Seoul Marathon auf. Zuvor hatte er im August desselben Jahres bei den Leichtathletik-Weltmeisterschaften in Osaka unter schwierigen klimatischen Bedingungen in einer Zeit von 2:33:26 h lediglich den 45. Platz belegt.
2008 wurde Bouramdane Zweiter beim Boston-Marathon in 2:09:04 h. Nach einem 26. Platz beim Marathon der Olympischen Spiele in Peking erreichte er im November beim New-York-City-Marathon den fünften Platz. Im folgenden Jahr wiederholte er seine Platzierung in New York City. 2010 wurde er Vierter beim London-Marathon und Zehnter beim New-York-City-Marathon. 2011 belegte er in London den siebten Platz. Bei den Weltmeisterschaften in Daegu wurde er Vierter. Bei den Olympischen Spielen 2012 in London konnte er den Marathon nicht beenden.
2015 wurde er wegen Dopings  für zwei Jahre gesperrt. Außerdem wurden alle Ergebnisse ab April 2011 gestrichen.